# 2010年冬季残疾人奥林匹克运动会加拿大代表团
2010年冬季残疾人奥林匹克运动会加拿大代表团是加拿大派出的2010年冬季残疾人奥林匹克运动会代表团。获得10枚金牌、5枚银牌和4枚铜牌。